# Malcolm Barrett
Malcolm Barrett (New York, 22 april 1980) is een Amerikaans acteur.

## Biografie
Barrett werd geboren en groeide op in de borough Brooklyn van New York. Hij doorliep aldaar de high school aan de Stuyvesant High School waar hij in 1998 zijn diploma haalde.

## Filmografie

### Films
Uitgezonderd korte films.
- 2022 Dylan & Zoey - als Jeffrey
- 2021 Horror Noire - als dr. Berry
- 2020 The Comeback Trail - als Xavier Clay
- 2020 Scripts Gone Wild Batman 1966 - als de Joker
- 2017 Literally, Right Before Aaron - als Greg
- 2016 Calico Skies - als John
- 2015 Addicted to Fresno - als Eric
- 2014 Mission Control - als Arthur
- 2014 10.0 Earthquake - als Booker
- 2014 Dear White People - als Helmut
- 2013 Pulling - als Justin
- 2013 Orenthal: The Musical – als Lawrence
- 2013 Peeples – als Chris Walker
- 2012 Missed Connections – als Jules Norris
- 2012 Rebounding – als Russel
- 2011 Larry Crowne – als Dave Mack
- 2011 Other People's Kids – als Magnus
- 2010 Most Likely to Succeed – als Oliver
- 2008 My Best Friend's Girl – als Dwalu
- 2008 The Hurt Locker – als sergeant Foster
- 2008 American Violet – als Byron Hill
- 2007 The Minister of Divine – als Fred
- 2006 Let Go – als Sam Dubois
- 2003 The Forgotten – als Anderson
- 2002 Swinfan – als Jock
- 2000 King of the Jungle – als basketballer

### Televisieseries
Uitgezonderd eenmalige gastrollen.
- 2024 Not Dead Yet - als Quentin - 2 afl.
- 2023 The Changeling - als Patrice Green - 5 afl.
- 2023 Average Joe - als Leon Montgomery - 10 afl.
- 2019-2022 The Boys - als Seth Reed - 6 afl.
- 2021 Genius - als Ted White - 8 afl.
- 2016-2018 Timeless - als Rufus Carlin - 27 afl.
- 2017-2018 Preacher - als F.J. Hoover - 18 afl.
- 2017 Dropping the Soap - als Josh - 2 afl.
- 2016 Gentlemen Lobsters - als Kelsey - 2 afl.
- 2015 Dropping the Soap - als Josh - 2 afl.
- 2015 Truth Be Told - als Hudson - 2 afl.
- 2015 Nerd Court - als rechter Malcolm - 6 afl.
- 2015 Kroll Show - als gigolo - 2 afl.
- 2013 The Soul Man – als Bird – 3 afl.
- 2012 Zombie Murder Explosion Die! – als Jack – 2 afl.
- 2011 Traffic Light – als Pete – 2 afl.
- 2009-2010 Better Off Ted – als Lem Hewitt – 26 afl.
- 2007 Side Order of Life – als Andy Ryan – 2 afl.
- 2003 Luis – als TK – 9 afl.

- Gemeinsame Normdatei: 1263864872
- International Standard Name Identifier: 0000 0004 4645 6863
- Library of Congress Control Number: ns2015000668
- Virtual International Authority File: 315085233
- WorldCat: E39PBJpV4bYTHmDph8dTDPY9Dq